# Erwin Keller
Erwin Keller   (Concepción, 8 d'abril de 1905 - Berlín Oest, 31 de juliol de 1971), va ser un jugador d'hoquei sobre herba alemany que va competir durant les dècades de 1930 i 1940. Fou l'iniciador d'una important nissaga de jugadors d'hoquei sobre herba: pare de Carsten Keller i avi de Natascha, Andreas i Florian Keller; tots ells guanyadors de l'or olímpic en diferents edicions.
El 1936 va prendre part en els Jocs Olímpics de Berlín, on va guanyar la medalla de plata com a membre de l'equip alemany en la competició d'hoquei sobre herba. En el seu palmarès també destaca la lliga alemanya de 1941 i 1942.